# ناتاليا كوستيتش
ناتاليا ستيفانوفيتش (من مواليد 25 يوليو 1994)، لاعبة تنس صربية.
فازت بـ 14 لقبًا فرديًا و13 لقبًا زوجيًا في بطولة ITF للسيدات. وصلت إلى أفضل تصنيف فردي لها في 17 يوليو 2023 بالمرتبة 145 عالميًا. بلغت ذروتها في 6 نوفمبر 2023 في المركز 181 في تصنيفات الزوجي لاتحاد لاعبات التنس المحترفات. كانت عضوًا رسميًا في فريق كأس الاتحاد الصربي في مباراة ربع النهائي للمجموعة العالمية ضد بلجيكا في عام 2012.